# Mala Vradiivka, Vradiivka
Mala Vradiivka (în ucraineană Мала Врадіївка) este un sat în comuna Jovtneve din raionul Vradiivka, regiunea Mîkolaiiv, Ucraina.

## Demografie
Componența lingvistică a localității Mala Vradiivka
     Ucraineană (100%)
Conform recensământului din 2001, toată populația localității Mala Vradiivka era vorbitoare de ucraineană (100%).